# 弗兰科利河畔埃斯普卢加
弗蘭科利河畔埃斯普卢加（西班牙語：Espluga de Francolí）是西班牙加泰罗尼亚塔拉戈纳省的一个市镇。总面积57平方公里，总人口3611人（2001年），人口密度63人/平方公里。